# Optisches Laufwerk

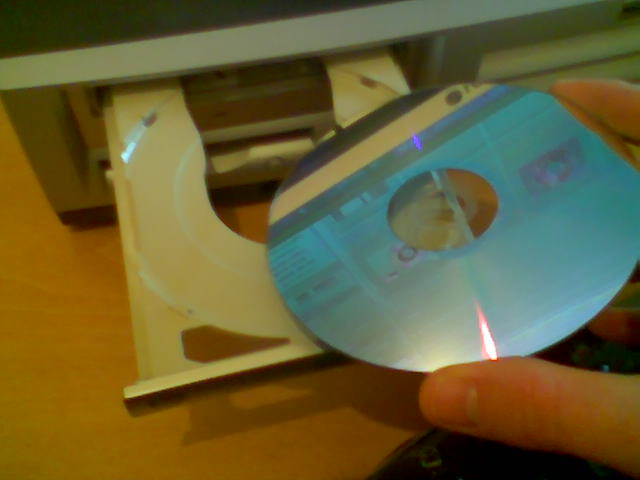
Bild der DVD auf dem Weg zum optischen Laufwerk

Ein optisches Laufwerk ist ein Gerät für den Zugriff auf optische Datenträger. Im Englischen ist die Abkürzung „ODD“ (für Optical Disc Drive) gebräuchlich.
Verschiedene Laufwerktypen:
- das CD-ROM-Laufwerk: liest CDs; nicht mehr im Handel erhältlich, weil technisch überholt
- der CD-Brenner: liest und beschreibt (brennt) CDs; nicht mehr im Handel erhältlich, weil technisch überholt
- das DVD-Laufwerk: liest CDs und DVDs; wird noch produziert, ist aber nicht mehr Standard; kommt zum Einsatz, wenn das Beschreiben von optischen Datenträgern unerwünscht ist
- das CD/DVD-Combo-Laufwerk: liest CDs und DVDs, beschreibt jedoch nur CDs
- der DVD-Brenner: liest und beschreibt CDs und DVDs
- das Blu-ray-Laufwerk: liest Blu-ray Discs, CDs und DVDs, beschreibt CDs und DVDs; kommt noch in aktuellen PCs zum Einsatz
- der Blu-ray-Brenner: liest und beschreibt Blu-ray Discs, CDs und DVDs

Laufwerke, die optische Datenträger beschreiben können, können sowohl einmal beschreibbare als auch mehrmals beschreibbare Datenträger brennen. Der Begriff „Brennen“ wird bei allen schreibenden ODDs verwendet, da ein Laserstrahl mittels thermischer Einwirkung auf das Speichermedium die Datenspeicherung ermöglicht.
Als exotisch oder veraltet gelten:
- das magneto-optische Laufwerk: ein Festplatten- oder Disketten-ähnliches Laufwerk, bei dem die Magneto Optical Disk (MO-Disk) bezeichneten Speichermedien mit einem Laser beschrieben und gelesen werden (höhere Speicherdichte und Geschwindigkeit).
- das WORM-Laufwerk (Write Once Read Many): ähnlich einem CD-Brenner, jedoch nicht mit dem CD-Standard kompatibel
- das Diskettenlaufwerk: ein Laufwerk zum Auslesen und/oder Beschreiben von Disketten

Optische Laufwerke hatten zumindest in der CD-Variante eine sehr hohe Verbreitung und fanden sich in den meisten Computern ab etwa 1995, unabhängig vom Typ. Für begrenzte Platzverhältnisse, z. B. in Notebooks oder Thin Clients, gab es später kompakte Laufwerke nach dem eigens dafür entwickelten SlimLine-Standard. Die Bedeutung der optischen Laufwerken nimmt seit 2010 jedoch stetig ab. Das von Apple 2008 vorgestellte MacBook Air ohne optisches Laufwerk löste noch eine Kontroverse aus, bei Minicomputern ist normalerweise aus Platzgründen kein optisches Laufwerk mehr verbaut, in Modellen seit ca. 2015 ist zunehmend oft nicht einmal mehr eine Option auf ein internes optisches Laufwerk vorhanden. Als Ersatz dienen entweder externe optische Laufwerke, die bei Bedarf z. B. über die USB-Schnittstelle angeschlossen werden, oder beispielsweise USB-Sticks oder externe Festplatten. Für Software, die explizit ein optisches Medium benötigt, gibt es Emulatoren, z. B. WinCDEmu unter Windows, die ISO-Abbilder virtuell einbinden können.